# Samira Said
Samira Abdelrazak Bensaïd (în arabă سميرة عبد الرزاق بنسعيد, transliterat: Samīra ʿAbd ar-Razzāq ibn Saʿīd; n. 10 ianuarie 1958, Rabat, Maroc), cunoscută ca Samira Said (în arabă سميرة سعيد, transliterat: Samīra Saʿīd), este o cântăreață marocană originară din Egipt.

## Biografie
Samira Said s-a născut în 1958 la Rabat, în Maroc, tatăl ei din Rabat și mama ei din Fez. A început să cânte la vârsta de nouă ani și a fost descoperită în cadrul emisiunii muzicale Mawaheb, difuzată la televiziunea marocană. S-a mutat apoi în Egipt, unde și-a început faima în lumea arabă. Are dublă cetățenie, marocană și egipteană, țara sa de reședință, deoarece s-a mutat la Cairo în 1977.

## Carieră
În 1980 și-a reprezentat țara natală, Marocul, la concursul Eurovision, cântând un cântec de succes în Țările de Jos la acea vreme, numit Bitaqat Hub, clasându-se pe locul 18 din 19 concurenți.
În 2000, a lansat piesa Lilah Habeebee, piesa care dă titlul albumului, care a câștigat premiul pentru cel mai bun videoclip din lumea arabă în 2001 la Festivalul de muzică arabă de la Cairo. La cea de-a 15-a ediție anuală a World Music Awards din 2003, Said a câștigat un premiu World Music Award pe baza cifrelor de vânzări la nivel mondial pentru acel an. Cu albumul Youm Wara Youm a câștigat premiul BBC pentru muzică mondială pentru cel mai bun artist din Orientul Mijlociu. A câștigat mai mult de 40 de premii.
Said a condus concerte pentru a reuni oamenii după revoltele din 2006 din suburbiile imigranților din Franța și pentru a solidariza între credințe.

## Viață personală
Said a fost căsătorită cu muzicianul egiptean Hany Mehanna din 1988 până în 1994. Apoi s-a căsătorit cu omul de afaceri Mustafa Naboulsy, cu care a avut singurul ei fiu, Shady. În mai multe interviuri, Said și-a exprimat dorința de a se întoarce în Maroc și de a trăi în apropierea familiei și a celor dragi.

## Discografie
- El hob elli ana a'aycheh (1975)
- Ben Lif (1979)
- Bitaqat Hub (1980)
- Hikaya (1981)
- Allemnah el Hob (1982)
- Ketr al Kalam (1983)
- Methaya'li (1984)
- Lilet el Ouns (1984)
- Ya Damaiti Haddi (1984)
- Ehki ya Shehrazade (1985)
- Youm akablak Fih (1985)
- Ech gab li gab (1985)
- Amrak ajib en (1986)
- Ana walla anta (1989)
- Moch hatnazel a'anak (1986)
- Sibak (1986)
- Ya ebn al halel (1987)
- Ghariba (1988)
- Sibni louahdi (1988)
- Ensani (1989)
- Ba'adin neta'ateb (1990)
- Choft el amar (1991)
- Hannitlak (1992)
- Khayfa (1992)
- a'ach'a (1993)
- Enta habibi (1995)
- Wallah Mahansak (1995)
- Kolli de echa3at (1996)
- A'al bal (1998)
- Rouhi (1999)
- Laila Habibi (2001)
- Youm Wara Youm (2002)[13]
- Awweeni Beek (2004)
- Best of Samira Said (1995-2005)
- Ayaam Hayati (2008)
- Be winner ft. Fnaïre (2010)
- Khallouh (2010)
- Mazal (2013)[14][15]
- Ayza Aeesh (2015)
- Ensan 'Ali (2021)